# آسگیریا
آسگیریا (به لاتین: Asgiriya) یک منطقهٔ مسکونی در سری‌لانکا است که در استان مرکزی (سری‌لانکا) واقع شده‌است.